# فيسينت غرانيك
فيسينت غرانيك (23 يونيو 1983 في فرنسا - ) (بالفرنسية: Vincent Gragnic)‏ هو لاعب كرة قدم فرنسي في مركز الوسط. لعب مع أولمبيك مارسيليا وستاد ريمس ونادي أوكسير ونادي إنتينت ونادي تروا ونادي سيدان ونادي لوريان ونادي ليبورن ونيم أولمبيك.

## وصلات خارجية
- فيسينت غرانيك على موقع رابطة كرة القدم الفرنسية للمحترفين (الإنجليزية)
- فيسينت غرانيك على موقع قاعدة بيانات كرة القدم.إي يو (الإنجليزية)
- فيسينت غرانيك على موقع ليكيب (الفرنسية)
- فيسينت غرانيك على موقع Soccerway.com (الإنجليزية)